# Дуба-Юртовское сельское поселение
Дуба-Юртовское се́льское поселе́ние — муниципальное образование в Шалинском районе Чечни Российской Федерации.
Административный центр — село Дуба-Юрт.

## История
Статус и границы сельского поселения установлены Законом Чеченской Республики от 20 февраля 2009 года № 10-РЗ «Об образовании муниципального образования Шалинский район и муниципальных образований, входящих в его состав, установлении их границ и наделении их соответствующим статусом муниципального района, городского и сельского поселения».

## География
По территории сельского поселения протекают реки Аргун, Шароаргун, Шешли-Айнч, Коли-Айнч, Ясы-Дук

## Население
| 2010  | 2012  | 2013  | 2014  | 2015  | 2016  | 2017  |
| ----- | ----- | ----- | ----- | ----- | ----- | ----- |
| 6315  | ↗6470 | ↗6599 | ↗6726 | ↗6838 | ↗6882 | ↗6961 |
| 2018  | 2019  | 2020  | 2021  | 2023  | 2024  |       |
| ↗7031 | ↗7135 | ↗7174 | ↗7584 | ↗7675 | ↗7806 |       |

## Состав сельского поселения
| № | Населённый пункт | Тип населённого пункта | Население |
| - | ---------------- | ---------------------- | --------- |
| 1 | Дуба-Юрт         | село                   | ↗7806     |